# カルダローラ
カルダローラ（伊: Caldarola）は、イタリア共和国マルケ州マチェラータ県にある、人口約1,600人の基礎自治体（コムーネ）。

## 地理

### 位置・広がり
マチェラータ県のコムーネ。県都マチェラータから南西へ26kmの距離にある。

#### 隣接コムーネ
隣接するコムーネは以下の通り。
- ベルフォルテ・デル・キエンティ
- カメリーノ
- カンポロトンド・ディ・フィアストローネ
- チェッサパロンボ
- セッラペトローナ
- ヴァルフォルナーチェ

### 気候分類・地震分類
カルダローラにおけるイタリアの気候分類 (it) および度日は、zona D, 2007 GGである。
また、イタリアの地震リスク階級 (it) では、zona 2 (sismicità media) に分類される。

## 行政

### 分離集落
カルダローラには、以下の分離集落（フラツィオーネ）がある。
- Bistocco, Croce, Pievefavera, Valcimarra, Vestignano, Castiglione di Croce